# Runcuri
Runcuri falu Romániában, Erdélyben, Fehér megyében. Közigazgatásilag Bisztra községhez tartozik.

## Fekvése
A Mócvidéken, Bisztra közelében, Dealu Muntelui mellett fekvő település.

## Története
Runcuri korábban Dealu Muntelui része volt, 1956 tájn vált külön 114 lakossal.
1966-ban 113, 1977-ben 70, 1992-ben 20, 2002-ben pedig 17 román lakosa volt.